# Álex da Rosa
Álex Rodrigo da Rosa Dornelles, ou Álex da Rosa (Santiago, 1 de junho de 1976), é um futebolista brasileiro naturalizado boliviano que atua como meia. Atualmente, joga pelo Bolívar.

## Estatísticas pela Seleção Boliviana[2]
| Ano   | Jogos | Gols |
| ----- | ----- | ---- |
| 2004  | 1     | 0    |
| 2005  | 0     | 0    |
| 2006  | 0     | 0    |
| 2007  | 0     | 0    |
| 2008  | 0     | 0    |
| 2009  | 4     | 1    |
| 2010  | 1     | 0    |
| Total | 6     | 1    |

## Títulos
The Strongest
- Campeonato Boliviano (Torneo Apertura): 2003
- Campeonato Boliviano (Torneo Clausura): 2003

San José
- Campeonato Boliviano (Torneo Clausura): 2007